# Opera window
Das Opera window (deutsch: Opernfenster) ist ein Gestaltungsmittel des Fahrzeugbaus. Beim Opera window handelt es sich um ein in der C-Säule angebrachtes Bullauge. Typischerweise wurden Opera Windows in Zusammenhang mit Vinyldächern angebracht. Dies war besonders bei US-amerikanischen Herstellern in den 1970er Jahren der Fall.

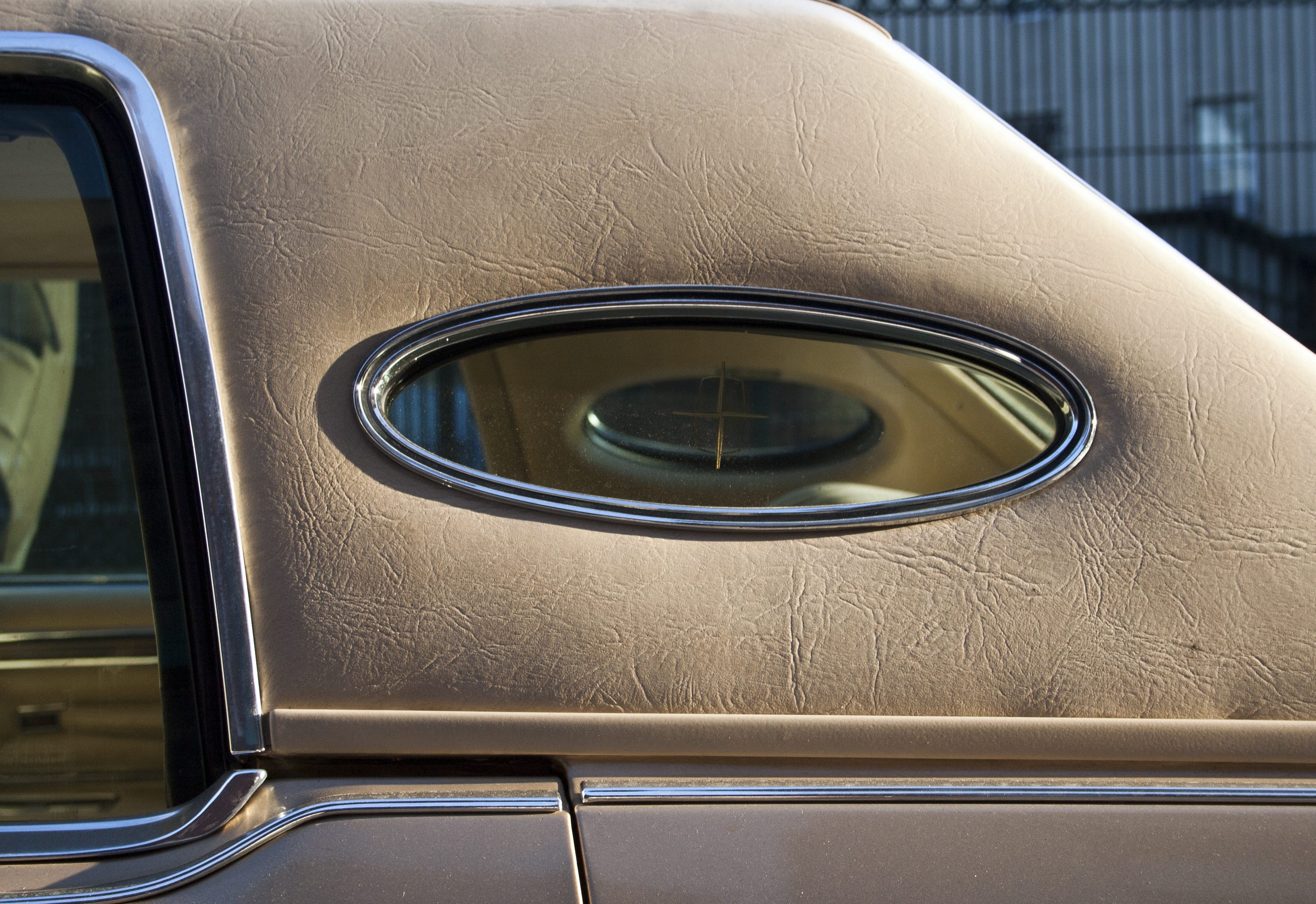
Ovales Opera window an einem Lincoln Continental Town Car

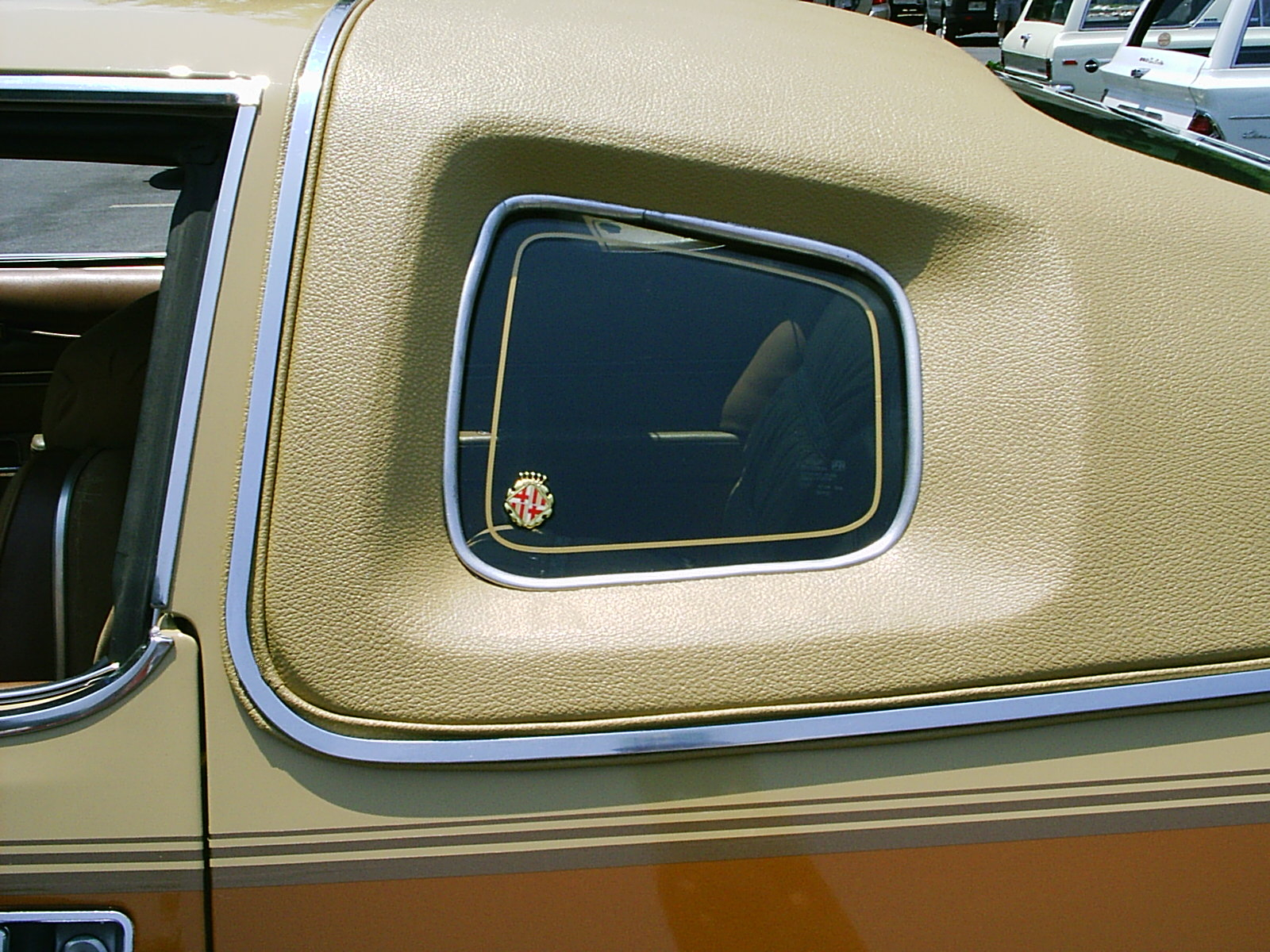
Rechteckiges Opera window an einem AMC Matador Barcelona mit goldfarbener Gravur und dem Wappen Barcelonas nachempfundenen Phantasiewappen als Typenlogo

## Geschichte
Opera Windows waren in den 1930er Jahren ein wichtiges Stylingmerkmal. In den 1950er Jahren wurden sie mit dem Ford Thunderbird wieder eingeführt. Die Opera Windows wurden ein zweites Mal mit dem Continental Mark IV wiedereingeführt. Dort wurden sie zunächst als aufpreispflichtiges Extra angeboten, aber sie wurden trotzdem von einer großen Mehrheit der Käufer geordert. Eine Besonderheit des Lincoln war es, dass im Innenraum zusätzlich zu den Leselampen auch eine Beleuchtung des Opera Window vorhanden war. Während der 1970er Jahre wurde das Opera Window in zweitürigen Coupés aller amerikanischen Fahrzeugklassen angeboten.
Sinn der Opera Windows war es – neben dem althergebrachten Erscheinungsbild – die Rundumsicht im Bereich der C-Säule zu verbessern. Außerdem ermöglichten sie den Fondpassagieren eine bessere Sicht nach außen. Einige Fahrzeughersteller boten zusätzlich zu den Opera Windows sogenannte Opera Lights an der B-Säule an. Ein untypischer Vertreter für Opera Windows war der Daihatsu Charade von 1978. Ab den 1980er Jahren verschwanden Opera Windows allmählich aus dem Automobildesign. In den 2000er Jahren wurden sie beim Ford Thunderbird als Retro-Element zitiert.

## Galerie

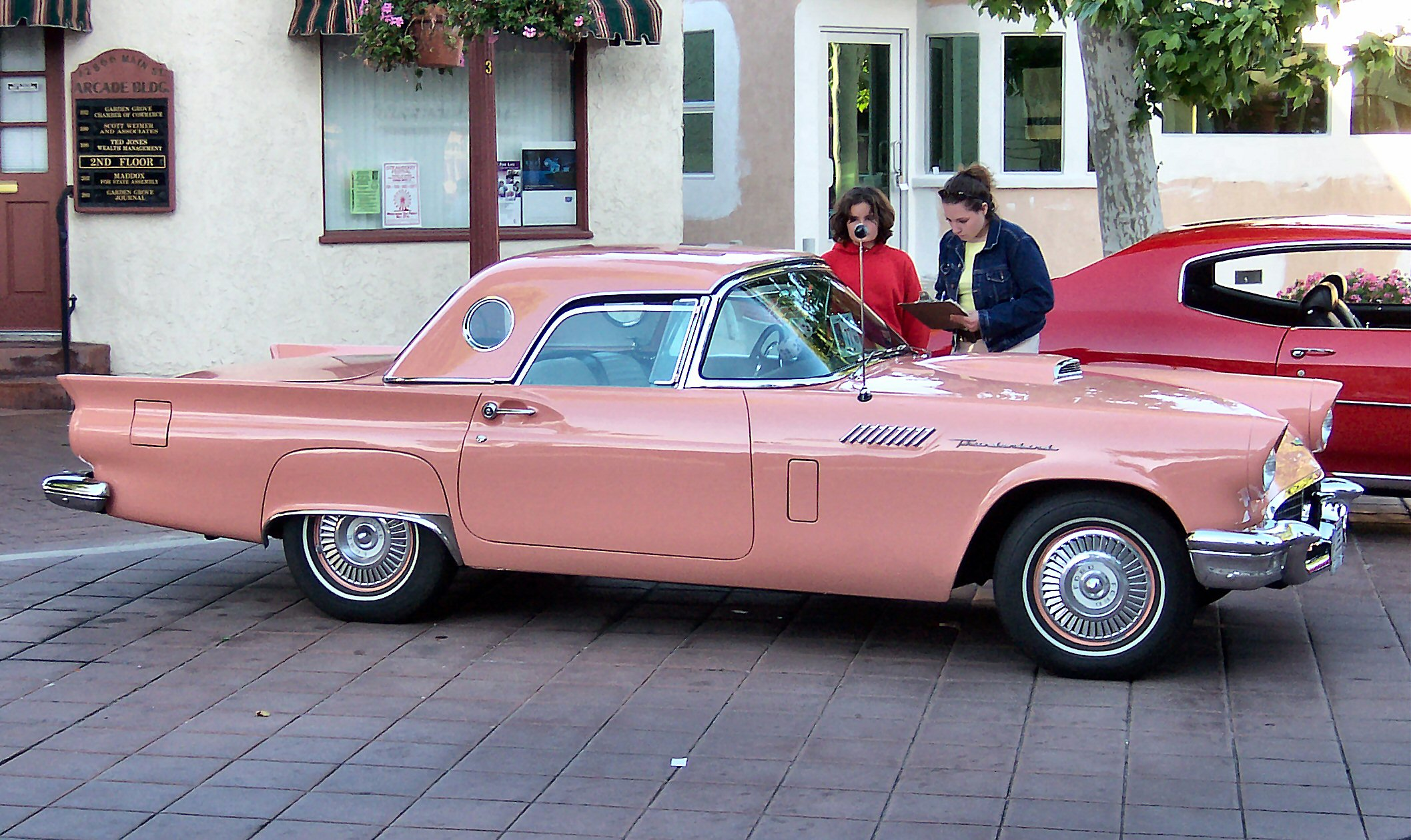
Ford Thunderbird von 1957
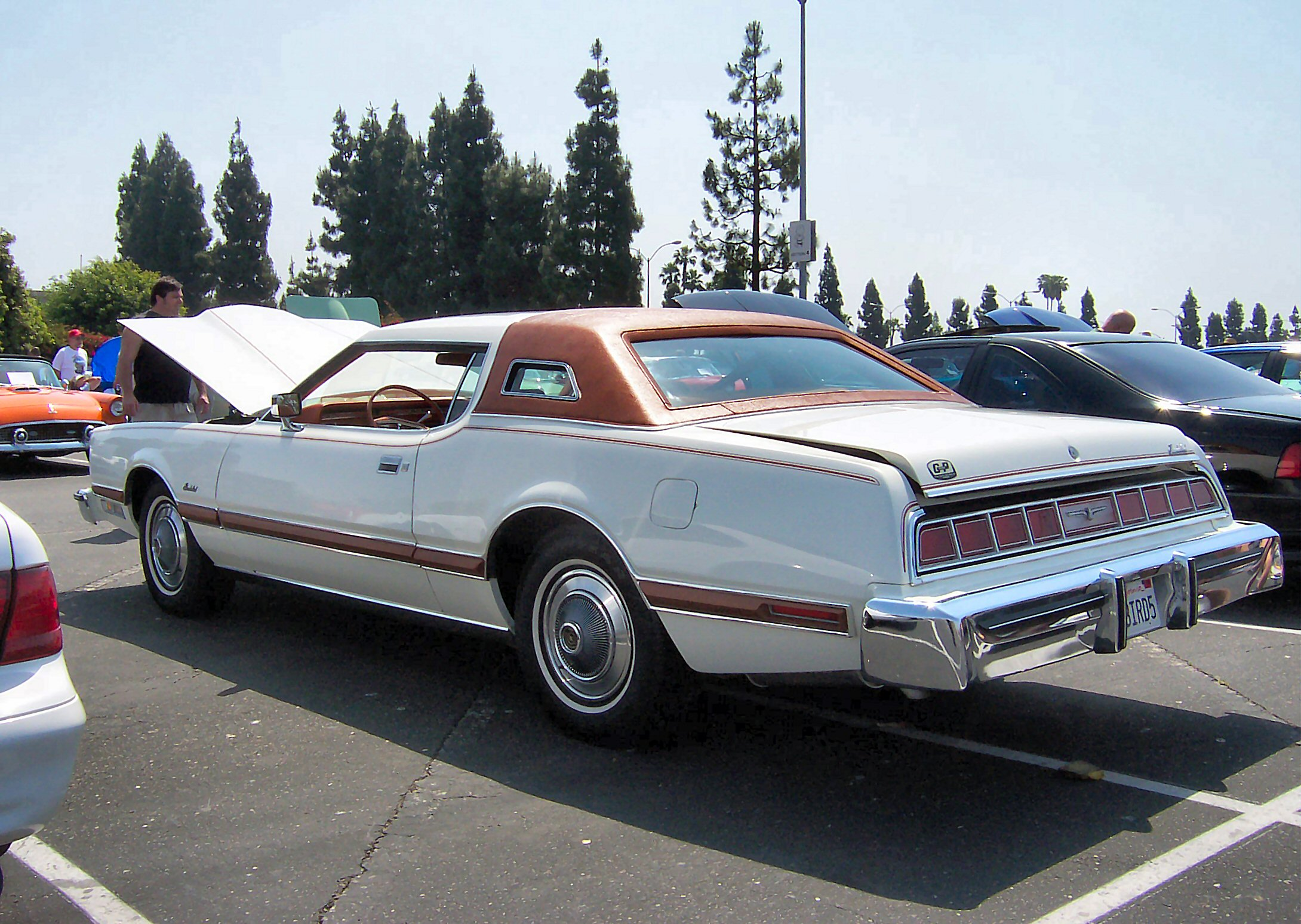
Ford Thunderbird von 1975
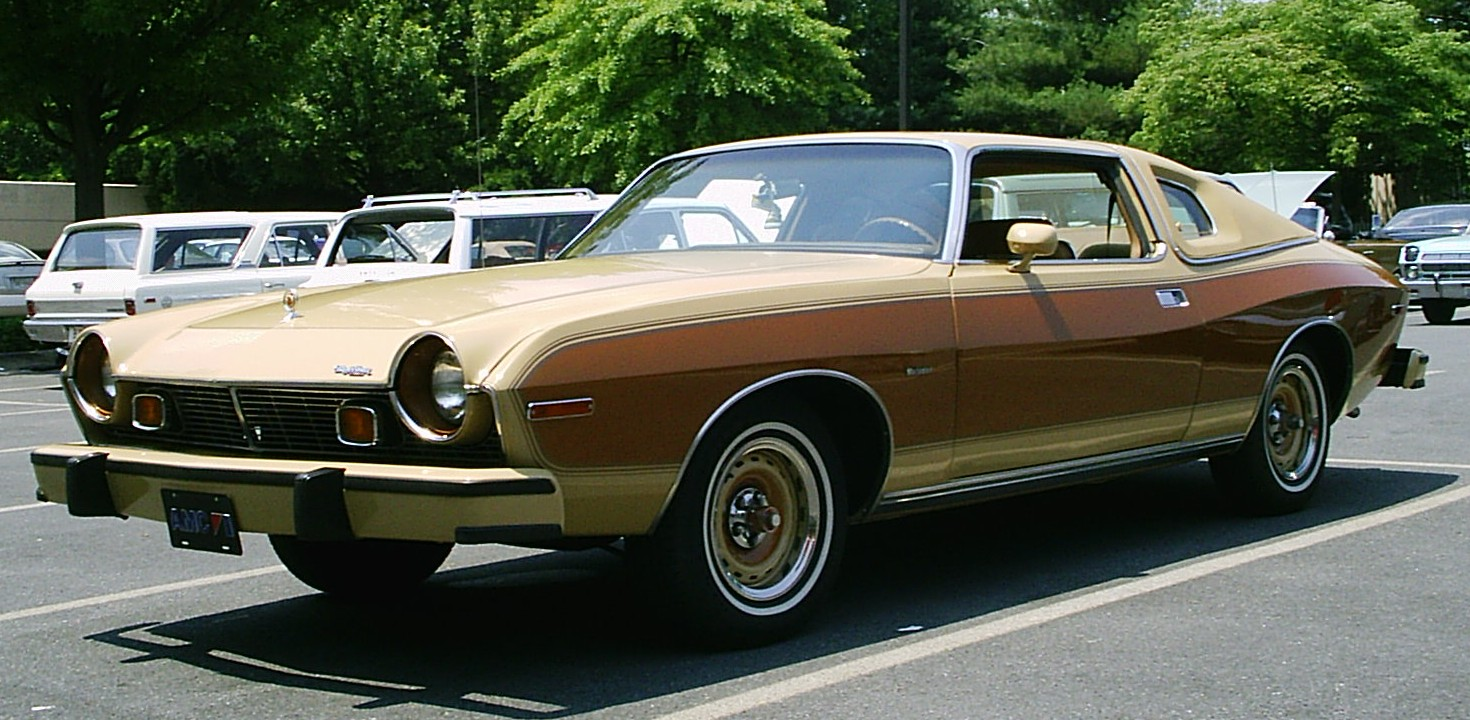
AMC Matador Barcelona von 1977
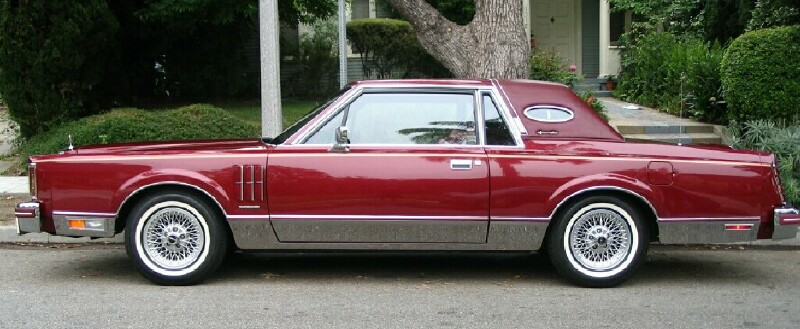
Lincoln Continental von 1981
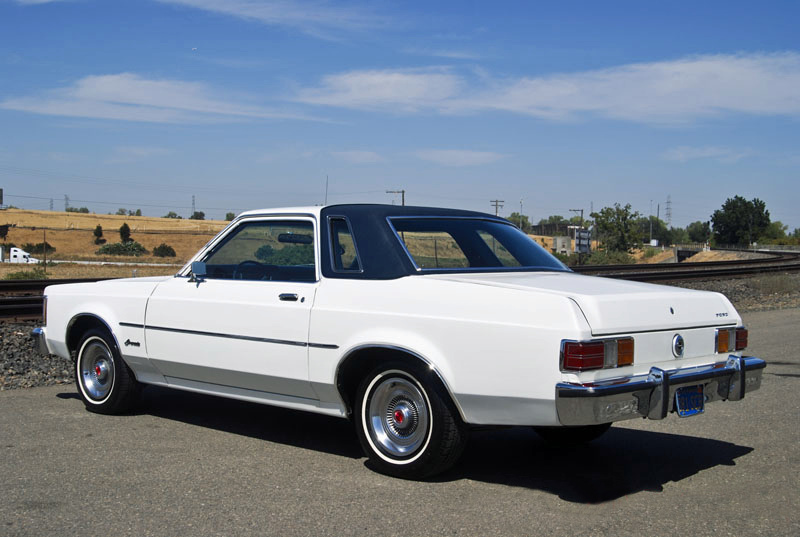
Ford Granada von 1977
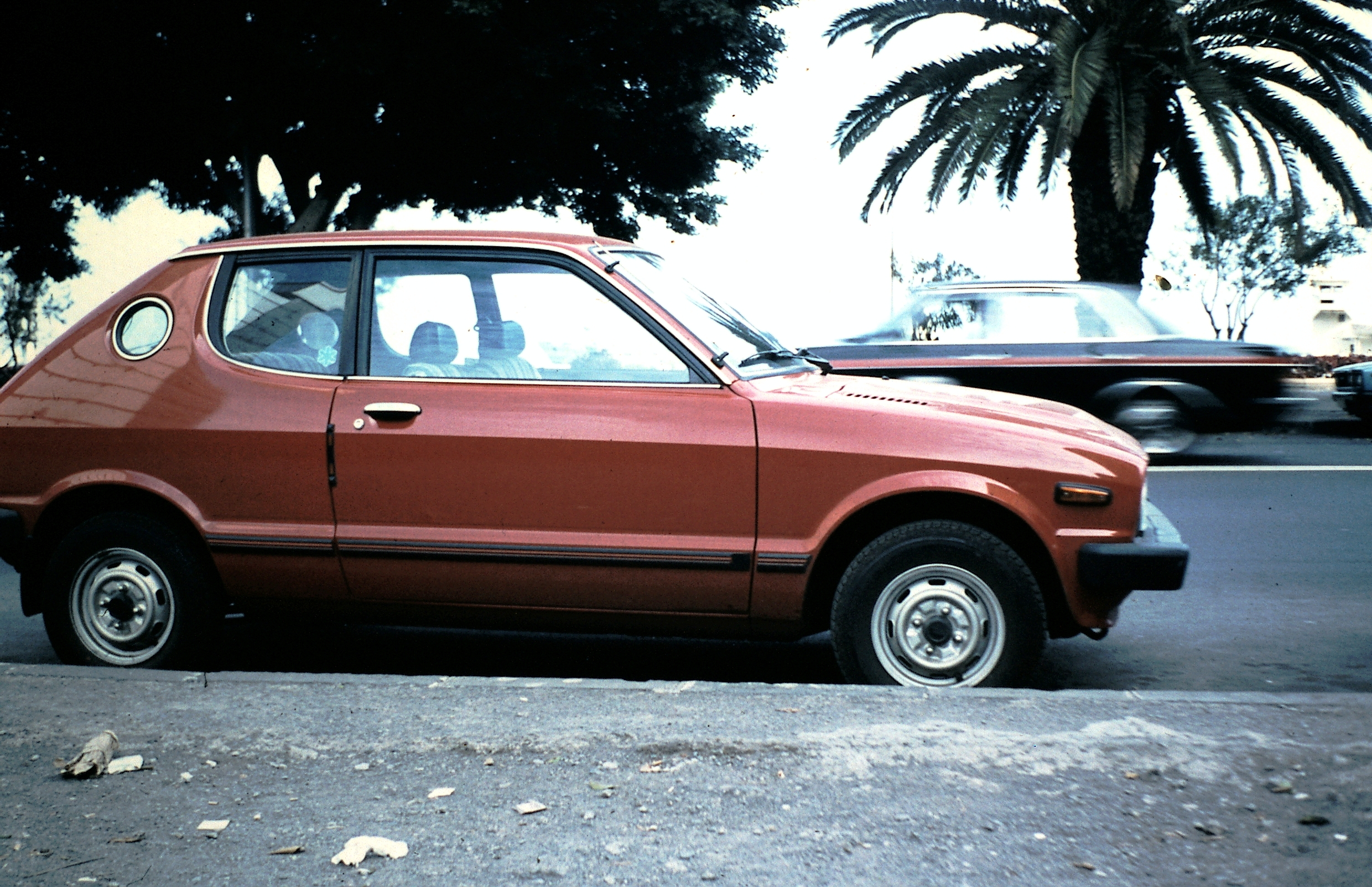
Daihatsu Charade von 1979